# Веренка (Нижегородская область)
Веренка — деревня в Большеболдинском районе Нижегородской области. Входит в состав Молчановского сельсовета. Население 85 (2010) человек

## Общая физико-географическая характеристика
Географическое положение
По автомобильным дорогам расстояние до областного центра города Нижнего Новгорода составляет 210 км, до районного центра села Большого Болдино — 27 км.
Часовой пояс
Веренка, как и вся Нижегородская область, находится в часовой зоне МСК (московское время). Смещение применяемого времени относительно UTC составляет +3:00.

## Население
| 1999 | 2002 | 2010 |
| ---- | ---- | ---- |
| 86   | ↗90  | ↘85  |

Национальный состав
Согласно результатам переписи 2002 года, в национальной структуре населения русские составляли 86% из 90 человек.